# Llangardaix petit de les Canàries
El llangardaix petit de les Canàries (Gallotia caesaris) és una espècie de sauròpsid escatós de la família Lacertidae, endèmic de les illes de la Gomera i El Hierro. A Tenerife i La Palma, habita un parent proper, el Gallotia galloti. A Madeira es troben poblacions d'aquest llangardaix a causa de la seva introducció per part de l'home.
Existeixen dues subespècies:
- Gallotia caesaris caesaris (Lehrs, 1914) Localitzable a El Hierro
- Gallotia caesaris gomerae (Boettger & Müller, 1914) Localitzable a La Gomera

## Característiques
Per al gènere de llangardaixos canaris, les espècies petites amb longituds del cap fins a la cua de fins a 15 cm. Les escames de la part superior del cos són molt fines, per sobre del ventre hi ha 10-12 escames grans. Els mascles tenen un cap negre profund, la resta del cos és de color marró fosc a negre. Els seus flancs no estan marcats o estan coberts amb petites taques blavoses o verdoses.
Les femelles i els joves presenten un color marró amb algunes línies de color més clar que parteixen des del cap fins a la cua. Els mascles no dominants poden ser acolorits com femelles.

## Hàbitat
Tant a El Hierro com a La Gomera estan poblats gairebé a tot arreu. L'espècie també viu també a l'illa de roca deshabitada Roque Grande de Salmor, situada a la costa nord-oest d'El Hierro.
A El Hierro, tots els hàbitats d'alguna manera adequats entre la zona de surf de la costa rocosa i els punts més alts de l'illa estan habitats, així com els llangardaixos canaris z. B. als murs de pedra natural canaris típics, matollars d'Opuntia i zones de lava de baixa vegetació en gran nombre.
Fins i tot a La Gomera està poblada gairebé a tot arreu, però l'espècie mai no és tan comuna com a l'illa veïna, en gran part lliure de llangardaixos, els boscos de llorers i de bruc Myrica faya Gagelbaum al centre de La Gomera.

## Estil de vida
Gallotia caesaris s'alimenta principalment d'artròpodes (per exemple, llagostes, escarabats, aranyes, ratpenats), però també amb aliments vegetals (per exemple, móres o el nèctar de flors de les opúnties). Els tomàquets, els raïms i els plàtans cultivats a les dues illes sovint se'ls mengen, de manera que els llangardaixos es consideren sovint plagues. A les piles d'escombraries fresques, utilitzen les restes de menjar i els insectes que els atrauen.
El llangardaix petit de les Canàries ha estat considerat durant molt de temps com una espècie separada, les observacions sobre el terreny sobre la reproducció no estan disponibles (a partir del 2000).